# Beata Dorosz
Beata Dorosz (ur. 12 sierpnia 1956) – historyk literatury, dr hab.; profesor nadzwyczajny w Instytucie Badań Literackich PAN.

## Życiorys
Absolwentka polonistyki na UW (1979). Doktorat w IBL PAN w 2006 (Jan Lechoń, Mieczysław Grydzewski: Listy 1923–1956 (Dwugłos korespondencyjny)), habilitacja w 2013 tamże (Nowojorski pasjans: Polski Instytut Naukowy w Ameryce. Jan Lechoń. Kazimierz Wierzyński. Studia o wybranych zagadnieniach działalności 1939–1969). Zajmuje się literaturą polską i życiem kulturalnym na emigracji po 1939 roku (głównie w Stanach Zjednoczonych), dokumentacją literacką (biografistyka i bibliografia), edytorstwem naukowym. Dwukrotna stypendystka Fundacji Kościuszkowskiej w Nowym Jorku (1998 i 2000). Laureatka nagrody Związku Pisarzy Polskich na Obczyźnie (ZPPnO) w Londynie (2009) za opracowania naukowe dotyczące literatury emigracyjnej; od 2010 członek jury Nagrody ZPPnO. Laureatka nagrody Fundacji im. Wł. I N. Turzańskich w Toronto (2015) za „całokształt dorobku w dziedzinie dokumentacji literackiej oraz kultury i literatury polskiej na obczyźnie, ze szczególnym uwzględnieniem tomu Nowojorski pasjans”. Członek zespołu redakcyjnego „Archiwum Emigracji” i jury Nagrody „Archiwum Emigracji”. Opublikowała ponad 100 szkiców i artykułów z dziedziny dokumentacji literackiej oraz polskiej kultury i literatury na emigracji po II wojnie światowej w tomach zbiorowych i czasopismach m.in. „Archiwum Emigracji”, „Pamiętniku Literackim”, „Tekstach Drugich” oraz w pismach nowojorskich: „The Polish Review” i „Przegląd Polski” oraz w londyńskim „Pamiętniku Literackim”. Inicjatorka i organizatorka uroczystości odsłonięcia tablicy pamiątkowej Jana Lechonia w polsko-amerykańskim sanktuarium Matki Bożej Częstochowskiej w Doylestown w Pensylwanii oraz sesji naukowej Polskiego Instytutu Naukowego (PIN) w Nowym Jorku na temat życia i twórczości poety w 50-lecie jego śmierci (2006), a także sesji naukowej PIN w Nowym Jorku poświęconej Kazimierzowi Wierzyńskiemu w 40. rocznicę jego śmierci (2009).

## Wybrane publikacje

### Książki
- (Współautor: K. Nowak) Jarosław Iwaszkiewicz. Poradnik bibliograficzny, Warszawa 1982.
- (Współautor: J. Czachowska), Literatura i krytyka poza cenzurą 1977–1989. (Bibliografia druków zwartych, Wrocław: Wydawnictwo Wiedza o Kulturze 1991.
- Księga gości Jana Lechonia, Toruń 1999.
- Lechoń nowojorski, New York-Warszawa 1999.
- Jan Lechoń, W mym sercu jak w bursztynie, Warszawa 2003.
- Lechoń i Tuwim – dzieje trudnej przyjaźni, Warszawa-Łomianki: Wydawnictwo LTW 2004.
- Jan Lechoń: Evening on the Hudson. An Anthology of Jan Lechoń’s American Writings, New York 2005.
- Mieczysław Grydzewski, Jan Lechoń, Listy 1923–1956, t. 1–2, Warszawa: Więź 2006.
- Jan Lechoń, Z. i R. Malczewscy, „Coraz trudniej żyć a umrzeć strach”. Listy 1952–1955, Warszawa 2008.
- „Jak się z wami zrosło moje życie”. Prace dedykowane Profesorowi Romanowi Lothowi, pod red. B. Dorosz i P. Kądzieli, Warszawa 2011.
- Nowojorski pasjans. Polski Instytut Naukowy w Ameryce, Jan Lechoń, Kazimierz Wierzyński. Studia o wybranych zagadnieniach działalności 1939–1969, Warszawa: Więź 2013.
- Od New Orleans do Mississauga. Polscy pisarze w Stanach Zjednoczonych i Kanadzie po II wojnie światowej (najnowsze badania), pod red. B. Dorosz, Warszawa 2015.

### Artykuły
- Literatura i krytyka w drugim obiegu (1977–1989). Rekonesans bibliograficzny w zakresie druków zwartych), [w:] Piśmiennictwo – systemy kontroli – obiegi alternatywne, Warszawa 1992.
- Co można wyczytać z bibliografii „Literatura i krytyka poza cenzurą 1977–1989”, „Puls” 14 (1992), nr 3 s. 77–86.
- Literatura i krytyka literacka w drugim obiegu (1977–1989). Rekonesans bibliograficzny w zakresie druków zwartych, [w:] Piśmiennictwo – systemy kontroli – obiegi alternatywne, pod red. Janusza Kosteckiego i Aliny Brodzkiej, Warszawa 1992.
- Bibliografia publikacji Bohdana Korzeniewskiego. 1923–1993, „Pamiętnik Teatralny” 43 (1994), z. 1/2, s. 211–247.
- 258 haseł autorskich, [w:] Współcześni polscy pisarze i badacze literatury. Słownik bioblibliograficzny, t. 1–10, Warszawa 1994–2007.
- Bibliografia w badaniach literackich. Stan i perspektywy, [w:] Czwarta Ogólnokrajowa Narada Bibliografów, Warszawa 1996.
- Prace dokumentacyjne w badaniach literackich – dziś i jutro. Bibliografie, [w:] Wiedza o literaturze i edukacja. Księga referatów Zjazdu Polonistów, Warszawa 1996.
- Opracowania bibliograficzne w Instytucie Badań Literackich PAN. (Przegląd), [w:] Stan i perspektywy rozwoju biografistyki polskiej, Opole 1998.
- Archiwum Jana Lechonia w Polskim Instytucie Naukowym w Nowym Jorku. Relacja z badań, „Pamiętnik Literacki”, 1999 z. 3.
- Polonijne zbiory archiwalne w USA w badaniach nad biografią Jana Lechonia. Próba rekonesansu, „Teksty Drugie”, 2001 nr 5.
- Archives in the United States and Research on the Life of Jan Lechoń: An Attempt at Reconnaissance, “The Polish Review” 47, 2002, z. 3.
- Nowojorskie tajemnice życia i śmierci Jana Lechonia, „Teksty Drugie” 2004 nr 3 = New York Mysteries of life and death of Jan Lechoń, „The Polish Review” 49 (2004), z. 2.
- Korespondencja: Lechoń – Grydzewski. Legenda i fakty. Uwagi na marginesie przygotowania edycji krytycznej, [w:] Życie literackie drugiej emigracji niepodległościowej (II), Toruń 2004, s. 89–113.
- „…w którą wierzy nawet taki, który w nic nie wierzy…” (Garść refleksji o motywie Matki Bożej Częstochowskiej w poezji polskiej), [w:] Matka Odkupiciela, Lublin 2006.
- Hemar – mniej znany, „Archiwum Emigracji” 2007 z. (1) IX.
- Zagubiona idea. Wstęp do opisania dyskusji wokół Kongresu Wolnej Kultury Polskiej, [w:] Paryż – Londyn – Monachium – Nowy Jork. Powrześniowa Emigracja Niepodległościowa na mapie kultury nie tylko polskiej, Białystok 2008.
- Definicja szczęścia według Stefanii Kossowskiej, „Teksty Drugie” 2009 nr 1/2.
- Kazimierz Wierzyński and the Polish Institute of Arts and Sciences, „The Polish Review” 45 (2010), z. 1, s. 49–92.
- Emigracja – kalkulacja, „Archiwum Emigracji” 2010 z. 1–2 (XII-XIII).
- Korespondencja Kazimierza Wierzyńskiego i jego żony Haliny z Ludwikiem Krzyżanowskim: listy z 1947–1958 i 1976–1977, „Archiwum Emigracji” 2010 z. 1–2 (XII-XIII).
- Aneks bio-bibliograficzny [Henryka Markiewicza za 1955–2010], [w:] Henryk Markiewicz, Mój życiorys polonistyczny z historią w tle, wyd. 2 poszerz., Kraków 2011.
- Czesław Miłosz in the Context of the Polish Institute of Arts and Sciences in America, „The Polish Review” 46 (2011), z.4 = Czesław Miłosz w kręgu Polskiego Instytutu Naukowego, „Archiwum Emigracji” 2011, z. XIV-XV, s. 103–122
- Bibliografia prac Romana Lotha w latach 1946–2011, [w:] „Jak się z wami zrosło moje życie”, Warszawa: IBL 2011.
- „Lutnia Lechonia” i „Lutnia po…”, czyli o różnych odsłonach przyjaźni (z poetą osobiście i z poetą w tle), [w:] „Jak się z wami zrosło moje życie”, Warszawa 2011.
- Skamandryci na emigracji świetle najnowszych badań w archiwach amerykańskich (Nowy Jork – Chicago – Stanford w Kalifornii), [w:] Meandry Skamandrytów, Toruń 2011.
- 5 haseł autorskich, [w:] Polscy pisarze i badacze literatury przełomu XX i XXI wieku. Nowa seria. Słownik biobibliograficzny, t. 1, Warszawa 2011.
- Kazimierz Wierzyński w kręgu Polskiego Instytutu Naukowego, „Zeszyty Naukowe Uniwersytetu Rzeszowskiego. Seria filologiczna” z. 70, 2001, s. 44–88
- „Lechoń w Algierze”, czyli o pewnej (nieodegranej) roli dyplomatycznej. „Archiwum Emigracji” 2012 z. (1–2) XVI-XVII.
- O listach Jana Lechonia i Kazimierza Wierzyńskiego. (Kilka uwag na marginesie przygotowania edycji krytycznej), „Tematy i Konteksty” 2012 nr 2(7) (https://web.archive.org/web/20170314130317/http://ifp.univ.rzeszow.pl/tematy_i_konteksty/tematy_i_konteksty_7.php).
- „Tu mówi Nowy Jork!” Z tekstów radiowych Jana Lechonia i Kazimierza Wierzyńskiego, „Roczniki Humanistyczne” KUL 2013 t. LXI, z. 1.
- Orwell według Lechonia (polska premiera), „Archiwum Emigracji” 2013 z. (2) XIX.
- „Między nauką a polityką” – Oskar Halecki jako współorganizator i dyrektor Polskiego Instytutu Naukowego w Ameryce, [w:] Oskar Halecki i jego wizja Europy. T. 3. Warszawa – Łódź 2014.
- „Najlepsze pióro polityczne w Polsce”, czyli Jan Wolny na łamach nowojorskiego „Tygodnika Polskiego” Jana Lechonia, [w:] Od New Orleans do Mississauga. Polscy pisarze w Stanach Zjednoczonych i Kanadzie po II wojnie światowej (najnowsze badania). Warszawa 2015.
- Poeta „do usług” w objęciach „wielkiego manipulatora” (na marginesie korespondencji Kazimierza Wierzyńskiego z Jerzym Giedroyciem), [w:] „Sztuka Edycji. Edytorstwo polskie na uchodźstwie i emigracji” 2015 nr 2.
- „Zwierzaliśmy się sobie ze wszystkiego, nawet z naszych szczęśliwych i nieszczęśliwych miłości”. O korespondencji Mieczysława Grydzewskiego z Kazimierzem Wierzyńskim (uwag kilka i garść fragmentów – zanim ukaże się edycja krytyczna), [w:] „Pamiętnik Literacki” (Londyn) 2015 t. L.
- Amerykanie na odsiecz Pułaskiemu (nieznane karty z wojennych i powojennych dziejów Biblioteki Polskiej w Paryżu), [w:] Paryż – Londyn – Monachium – Nowy Jork. Powrześniowa Emigracja Niepodległościowa na mapie kultury nie tylko polskiej. T. 2. Białystok 2016.